# Grand Prix-wegrace van San Marino 2009
De Grand Prix-wegrace van San Marino 2009 was de dertiende race van het wereldkampioenschap wegrace-seizoen 2009. De race werd verreden op 6 september 2009 op het Misano World Circuit nabij Misano Adriatico, Italië.

## Uitslag

### MotoGP
| Pos | Nr | Rijder           | Constructeur | Rondes | Tijd      | Grid | Punten |
| --- | -- | ---------------- | ------------ | ------ | --------- | ---- | ------ |
| 1   | 46 | Valentino Rossi  | Yamaha       | 28     | 44:32.882 | 1    | 25     |
| 2   | 99 | Jorge Lorenzo    | Yamaha       | 28     | +2.416    | 3    | 20     |
| 3   | 3  | Dani Pedrosa     | Honda        | 28     | +12.400   | 2    | 16     |
| 4   | 4  | Andrea Dovizioso | Honda        | 28     | +26.330   | 8    | 13     |
| 5   | 65 | Loris Capirossi  | Suzuki       | 28     | +26.539   | 10   | 11     |
| 6   | 24 | Toni Elías       | Honda        | 28     | +28.286   | 4    | 10     |
| 7   | 36 | Mika Kallio      | Ducati       | 28     | +30.184   | 11   | 9      |
| 8   | 33 | Marco Melandri   | Kawasaki     | 28     | +31.757   | 12   | 8      |
| 9   | 7  | Chris Vermeulen  | Suzuki       | 28     | +31.909   | 13   | 7      |
| 10  | 52 | James Toseland   | Yamaha       | 28     | +38.347   | 14   | 6      |
| 11  | 44 | Aleix Espargaró  | Ducati       | 28     | +46.673   | 15   | 5      |
| 12  | 14 | Randy de Puniet  | Honda        | 28     | +52.041   | 9    | 4      |
| 13  | 88 | Niccolò Canepa   | Ducati       | 28     | +1:03.198 | 16   | 3      |
| 14  | 41 | Gábor Talmácsi   | Honda        | 28     | +1:22.347 | 17   | 2      |
| DNF | 15 | Alex de Angelis  | Honda        | 0      | Botsing   | 7    |        |
| DNF | 5  | Colin Edwards    | Yamaha       | 0      | Botsing   | 5    |        |
| DNF | 69 | Nicky Hayden     | Ducati       | 0      | Botsing   | 6    |        |

### 250 cc
| Pos | Nr | Rijder              | Constructeur | Rondes | Tijd        | Grid | Punten |
| --- | -- | ------------------- | ------------ | ------ | ----------- | ---- | ------ |
| 1   | 40 | Héctor Barberá      | Aprilia      | 26     | 43:23.353   | 2    | 25     |
| 2   | 75 | Mattia Pasini       | Aprilia      | 26     | +0.040      | 4    | 20     |
| 3   | 19 | Álvaro Bautista     | Aprilia      | 26     | +1.691      | 8    | 16     |
| 4   | 4  | Hiroshi Aoyama      | Honda        | 26     | +1.697      | 1    | 13     |
| 5   | 63 | Mike Di Meglio      | Aprilia      | 26     | +1.921      | 5    | 11     |
| 6   | 16 | Jules Cluzel        | Aprilia      | 26     | +9.202      | 13   | 10     |
| 7   | 6  | Alex Debón          | Aprilia      | 26     | +10.483     | 6    | 9      |
| 8   | 35 | Raffaele De Rosa    | Honda        | 26     | +11.360     | 16   | 8      |
| 9   | 55 | Héctor Faubel       | Honda        | 26     | +18.953     | 7    | 7      |
| 10  | 12 | Thomas Lüthi        | Aprilia      | 26     | +24.480     | 14   | 6      |
| 11  | 17 | Karel Abraham       | Aprilia      | 26     | +24.680     | 11   | 5      |
| 12  | 48 | Shoya Tomizawa      | Honda        | 26     | +51.521     | 17   | 4      |
| 13  | 25 | Alex Baldolini      | Aprilia      | 26     | +52.474     | 15   | 3      |
| 14  | 53 | Valentin Debise     | Honda        | 26     | +1:11.675   | 18   | 2      |
| 15  | 11 | Balázs Németh       | Aprilia      | 26     | +1:15.515   | 19   | 1      |
| 16  | 7  | Axel Pons           | Aprilia      | 26     | +1:15.666   | 20   |        |
| 17  | 56 | Vladimir Leonov     | Aprilia      | 25     | +1 ronde    | 22   |        |
| 18  | 10 | Imre Tóth           | Aprilia      | 25     | +1 ronde    | 23   |        |
| 19  | 77 | Aitor Rodríguez     | Aprilia      | 25     | +1 ronde    | 25   |        |
| DNF | 14 | Ratthapark Wilairot | Honda        | 21     | Ongeluk     | 10   |        |
| DNF | 15 | Roberto Locatelli   | Gilera       | 20     | Uitgevallen | 9    |        |
| DNF | 54 | Toby Markham        | Honda        | 15     | Uitgevallen | 24   |        |
| DNF | 58 | Marco Simoncelli    | Gilera       | 12     | Ongeluk     | 3    |        |
| DNF | 8  | Bastien Chesaux     | Honda        | 3      | Ongeluk     | 21   |        |
| DNF | 52 | Lukáš Pešek         | Aprilia      | 2      | Uitgevallen | 12   |        |

### 125 cc
| Pos | Nr | Rijder             | Constructeur | Rondes | Tijd        | Grid | Punten |
| --- | -- | ------------------ | ------------ | ------ | ----------- | ---- | ------ |
| 1   | 60 | Julián Simón       | Aprilia      | 23     | 40:15.301   | 2    | 25     |
| 2   | 18 | Nicolás Terol      | Aprilia      | 23     | +0.573      | 4    | 20     |
| 3   | 38 | Bradley Smith      | Aprilia      | 23     | +5.474      | 1    | 16     |
| 4   | 93 | Marc Márquez       | KTM          | 23     | +9.378      | 7    | 13     |
| 5   | 11 | Sandro Cortese     | Derbi        | 23     | +9.665      | 10   | 11     |
| 6   | 17 | Stefan Bradl       | Aprilia      | 23     | +11.755     | 9    | 10     |
| 7   | 24 | Simone Corsi       | Aprilia      | 23     | +23.044     | 8    | 9      |
| 8   | 6  | Joan Olivé         | Derbi        | 23     | +26.936     | 18   | 8      |
| 9   | 94 | Jonas Folger       | Aprilia      | 23     | +32.851     | 25   | 7      |
| 10  | 99 | Danny Webb         | Aprilia      | 23     | +34.439     | 13   | 6      |
| 11  | 88 | Michael Ranseder   | Aprilia      | 23     | +34.733     | 17   | 5      |
| 12  | 7  | Efrén Vázquez      | Derbi        | 23     | +35.763     | 11   | 4      |
| 13  | 51 | Riccardo Moretti   | Aprilia      | 23     | +35.853     | 26   | 3      |
| 14  | 8  | Lorenzo Zanetti    | Aprilia      | 23     | +39.937     | 20   | 2      |
| 15  | 77 | Dominique Aegerter | Derbi        | 23     | +39.942     | 24   | 1      |
| 16  | 14 | Johann Zarco       | Aprilia      | 23     | +40.110     | 15   |        |
| 17  | 35 | Randy Krummenacher | Aprilia      | 23     | +59.051     | 23   |        |
| 18  | 69 | Lukáš Šembera      | Aprilia      | 23     | +59.100     | 19   |        |
| 19  | 61 | Luigi Morciano     | Aprilia      | 23     | +1:00.236   | 16   |        |
| 20  | 73 | Takaaki Nakagami   | Aprilia      | 23     | +1:01.191   | 22   |        |
| 21  | 39 | Luis Salom         | Aprilia      | 23     | +1:02.848   | 31   |        |
| 22  | 16 | Cameron Beaubier   | KTM          | 23     | +1:11.814   | 28   |        |
| 23  | 53 | Jasper Iwema       | Honda        | 23     | +1:11.933   | 33   |        |
| 24  | 87 | Luca Marconi       | Aprilia      | 23     | +1:12.053   | 32   |        |
| 25  | 65 | Gabriele Ferro     | Aprilia      | 23     | +1:14.596   | 29   |        |
| 26  | 70 | Jakub Jantulík     | Aprilia      | 23     | +1:28.731   | 34   |        |
| 27  | 10 | Luca Vitali        | Aprilia      | 23     | +1:29.309   | 36   |        |
| 28  | 21 | Jakub Kornfeil     | Loncin       | 23     | +1:29.916   | 35   |        |
| 29  | 62 | Alessandro Tonucci | Aprilia      | 22     | +1 ronde    | 21   |        |
| DNF | 29 | Andrea Iannone     | Aprilia      | 22     | Botsing     | 3    |        |
| DNF | 44 | Pol Espargaró      | Derbi        | 22     | Botsing     | 6    |        |
| DNF | 71 | Tomoyoshi Koyama   | Loncin       | 16     | Uitgevallen | 27   |        |
| DNF | 12 | Esteve Rabat       | Aprilia      | 15     | Uitgevallen | 12   |        |
| DNF | 32 | Lorenzo Savadori   | Aprilia      | 13     | Ongeluk     | 30   |        |
| DNF | 45 | Scott Redding      | Aprilia      | 5      | Uitgevallen | 14   |        |
| DNF | 33 | Sergio Gadea       | Aprilia      | 0      | Ongeluk     | 5    |        |

## Tussenstand na wedstrijd

### MotoGP
| Pos | Nr | Rijder           | Team   | Punten |
| --- | -- | ---------------- | ------ | ------ |
| 1   | 46 | Valentino Rossi  | Yamaha | 237    |
| 2   | 99 | Jorge Lorenzo    | Yamaha | 207    |
| 3   | 3  | Dani Pedrosa     | Honda  | 157    |
| 4   | 27 | Casey Stoner     | Ducati | 150    |
| 5   | 4  | Andrea Dovizioso | Honda  | 133    |

### 250 cc
| Pos | Nr | Rijder           | Team    | Punten |
| --- | -- | ---------------- | ------- | ------ |
| 1   | 4  | Hiroshi Aoyama   | Honda   | 205    |
| 2   | 19 | Álvaro Bautista  | Aprilia | 192    |
| 3   | 58 | Marco Simoncelli | Gilera  | 165    |
| 4   | 40 | Héctor Barberá   | Aprilia | 158    |
| 5   | 75 | Mattia Pasini    | Aprilia | 120    |

### 125 cc
| Pos | Nr | Rijder         | Team    | Punten |
| --- | -- | -------------- | ------- | ------ |
| 1   | 60 | Julián Simón   | Aprilia | 210    |
| 2   | 18 | Nicolás Terol  | Aprilia | 152.5  |
| 3   | 38 | Bradley Smith  | Aprilia | 147.5  |
| 4   | 33 | Sergio Gadea   | Aprilia | 112    |
| 5   | 29 | Andrea Iannone | Aprilia | 109.5  |

1981 · 1982 · 1983 · 1984 · 1985 · 1986 · 1987 · 1991 · 1993 · 2007 · 2008 · 2009 · 2010 · 2011 · 2012 · 2013 · 2014 · 2015 · 2016 · 2017 · 2018 · 2019 · 2020 · 2021 · 2022 · 2023 · 2024 · 2025